# 정시봉
정시봉(1916년 12월 7일~1996년 12월 1일)은 대한민국의 정치인이다. 제12·13대 국회의원을 지냈다.

## 역대 선거 결과
|  | 9.16% |

|  | 15.59% |